# Nematus maculifrons
Nematus maculifrons är en stekelart som först beskrevs av Lindqvist 1960.  Nematus maculifrons ingår i släktet Nematus, och familjen bladsteklar. Arten är reproducerande i Sverige.